# Aristolochia debilis
Aristolochia debilis Siebold & Zucc. – gatunek rośliny z rodziny kokornakowatych (Aristolochiaceae Juss.). Występuje naturalnie w Japonii oraz środkowej i wschodniej części Chin (w prowincjach Anhui, Fujian, Guangdong, Henan, Hubei, Hunan, Jiangsu, Jiangxi, Kuejczou, Syczuan, Szantung i Zhejiang oraz w regionie autonomicznym Kuangsi-Czuang).

## Morfologia
PokrójBylina pnąca i płożąca o nagich pędach.
LiścieMają owalny, podłużnie owalny lub grotowaty kształt. Mają 3–6 cm długości oraz 1,5–3,5 cm szerokości. Nasada liścia ma sercowaty kształt. Z tępym lub ostrym wierzchołkiem. Ogonek liściowy jest nagi i ma długość 1–2 cm.
KwiatyPojedyncze lub zebrane w parach. Mają żółtozielonkawą barwę. Dorastają do 20–25 mm długości i 2–3 mm średnicy. Mają kształt wyprostowanej tubki. Wewnątrz mają barwę czarno-purpurową. Łagiewka kulista u podstawy.
OwoceTorebki o prawie kulistym kształcie. Mają 4–6 cm średnicy. Pękają przy wierzchołku.

## Biologia i ekologia
Rośnie w zaroślach. Występuje na wysokości od 200 do 1500 m n.p.m. Kwitnie od lipca do sierpnia, natomiast owoce pojawiają się od września do października.